# Valeriu Căpățână
Valeriu Căpățână (* 18. September 1970 in Kischinjow, Sowjetunion) ist ein ehemaliger moldauischer Fußballnationalspieler.

## Karriere
Die Karriere von Căpățână begann im Jahr 1987 bei Nistru Kischinjow in der dritten sowjetischen Liga. 1988 stieg er mit dem Klub in die zweite Spielklasse auf. Nach einem halben Jahr bei Tigina Bendery kehrte er Mitte 1991 nach Kischinjow zurück, ehe er Anfang 1992 zum FC Sényő nach Ungarn wechselte. Dort spielte er mit einer halbjährigen Unterbrechung bis Ende 1995. Er schloss sich Nyíregyháza Spartacus FC an, wo er im Jahr 1999 seine Laufbahn beendete.

## Nationalmannschaft
Căpățână bestritt sein erstes Länderspiel in einem Freundschaftsspiel am 2. Juli 1991 gegen die Auswahl Georgiens. Căpățână wurde zur Halbzeit ausgewechselt. Zwischen 1991 und 1994 bestritt Căpățână 4 Länderspiele.